# Camino de Hierro de la Reina María Cristina
Fue uno de los primeros proyectos de camino de hierro o línea de ferrocarril aprobada en España.
La línea de Ferrocarril fue aprobada por R.O. del 28 de marzo de 1830 con el nombre de  Camino de Hierro de la Reina María Cristina. El trayecto comprendía desde Jerez de la Frontera hasta Sanlúcar de Barrameda pasando por El Puerto de Santa María y Rota. Como fin último; comprar y establecer en Rota un Barco de vapor, para facilitar los embarques y desembarques a Cádiz.  
La concesión a estaba prevista para 25 años a nombre del empresario Marcelino Calero y Portocarrero. En el se contemplaba la construcción de una casa, almacenes y oficinas en Rota. Así mismo la construcción de 8 casas a lo largo de la vía para su limpieza y custodia. 

###### El negocio
Fueron muchos los periódicos de la época que se hicieron eco del proyecto destaca entre otros el diario mercantil de Cádiz que especulaba con la reducción del 50 % del precio en el actual del viaje, economía de tiempo y facilidad en el embarque y desembarque. Explica este además que los cosecheros de vinos de Jerez extraen 20.000 botas de vino con un importe de traslado de 1 M. de reales de forma que si el camino de hierro se llevara a trámite el ahorro sería de 520000 reales.

###### Historia
El primer proyecto sobre esta línea ferroviaria correspondió al empresario gaditano José Díez Imbrechts. Se trataba de la concesión para la construcción y explotación de una línea de ferrocarril, de 5,83 kilómetros de longitud, entre Jerez de la Frontera y  El Portal, donde se construiría un muelle sobre el río Guadalete, con el fin de transportar las botas de vino desde las bodegas de Jerez. Sin embargo la empresa fracasó por falta de inversión, el proyecto fue traspasado a Marcelino Calero quien constituyó una empresa denominada "Empresa del camino de hierro de la reina María Cristina'' rediseñando y ampliando el trazado. El anuncio de su constitución apareció en la Gaceta de Madrid el 31 de agosto de 1830.
```
Empresa del Camino de hierro de la REINA nuestra Señora María Cristina, desde Jerez de la Frontera al puerto de Santa María, Rota y Sanlúcar de Barrameda, aprobado por S. M. en Real decreto de 28 de Marzo último.
Protector el Rey nuestro Señor. Capital de 4 millones de reales en 40 acciones de 10.000 reales cada una...
... Los que deseen instruirse de los pormenores de esta empresa, examinar planos etc, podrán acudir a la indicada habitación de Calero... También ha traído Calero consigo y tiene en su habitación al examen de los accionistas, un modelo completo, el más perfecto que se ha construido en Inglaterra, hecho bajo de su dirección por uno de los mejores ingenieros y maquinistas de Londres, del camino de hierro que debe construir y de un caballo de hierro o locomotor, que se mueve por vapor y que conduce como a remolque con toda velocidad, los demás carruajes sobre el indicado camino.
Aunque dicho modelo (sin embargo de su pequeñez no pase de 13 pulgadas) se pone a completa actividad con el auxilio de una luz que hace hervir el agua y producir el vapor...
```

La emisión de acciones fracasó, y ante la falta de inversión Marcelino Calero  optó por ceder en 1834 los derechos de su concesión ferroviaria a Francisco Fasio que tras cuatro años perdió la concesión.